# Vellerup Kirke
Vellerup Kirke ligger i den nordlige udkant af landsbyen Vellerup ca. 16 km SV for Frederikssund (Region Hovedstaden).

## Eksterne kilder og henvisninger
- Vellerup Kirke på KortTilKirken.dk
- Vellerup Kirke hos danmarkskirker.natmus.dk (Danmarks Kirker, Nationalmuseet)